# Brett Dier
Brett Dier (ur. 14 lutego 1990 w London) – kanadyjski aktor. Występował w roli Michaela Cordero z serialu Jane the Virgin oraz Luke’a Mathesona z Ravenswood. Studiował improwizację. Skończył 6 klas grania na pianinie w szkole muzycznej. Potrafi również grać na gitarze. W liceum grał w zespole jazzowym. Jest samoukiem, tańczy breakdance’a oraz uwielbia pływanie. Jest również działaczem charytatywnym, nawołuje swoich fanów do podpisania petycji dotyczącej smogu w Ameryce.

## Filmografia
- 2015 – Backstrom jako Archie Danforth
- (2014) – Jane the Virgin jako Michael Cordero
- 2013–2014 – Ravenswood jako Luke Matheson
- 2013 – Pretty Little Liars jako Luke Matheson
- 2012 – Blackstone jako Jake
- 2011 – Mega Cyclone jako Will
- od 2011 – Mr. Young jako Hutch Anderson
- 2011 – Flashpoint jako Jaime Dee
- 2011 – Endgame jako Kitch Huxley
- 2011 – Goodnight for Justice jako młody Clerk
- 2011 – Shattered jako Jonah Simms
- 2010 – Weź Tubę na próbę jako Marshall
- 2010 – Goblin jako Matt
- 2010 – Dear Mr. Gacy jako Marcus
- 2010 – V jako James May
- 2010 – Nie z tego świata jako Dylan
- 2010 – Dziennik cwaniaczka
- 2010 – Meteor Storm jako Jason
- 2009 – Brygada jako Richard
- 2009 – Phantom Racer jako Taz
- 2008 – Oblicza strachu jako Derek Edlund
- 2008 – Every Second Counts jako Caden
- 2008 – Tajemnice Smallville
- 2007 – Obcy w Ameryce
- 2007 – Kaya jako Jake
- 2007 – Bitwa w Seattle
- 2007 – Seventeen and Missing jako Kevin Janzen
- 2006 – Tajemnice domu pociechy jako Bradley
- 2006 – Family in Hiding jako Matt Peterson